# Science and Technology Facilities Council
Le Science and Technology Facilities Council, également désigné par son sigle STFC, est une agence gouvernementale britannique Autorité administrative indépendante  intervenant dans le domaine de la recherche scientifique. Il s'agit d'une Autorité administrative indépendante non rattachée à un ministère. Le SFTC gère des instituts de recherche travaillant dans le domaine de la physique des particules, de la physique nucléaire, des sciences spatiales et de l'astronomie. Il résulte de la fusion effectuée en 2007 du Particle Physics and Astronomy Research Council (PPARC) avec le Council for the Central Laboratory of the Research Councils (CCLRC). L'agence emploie 1 700 personnes et le budget 2016 est de 597 millions £. Les principaux établissements sont le Laboratoire Rutherford Appleton, le Laboratoire de Daresbury, l'observatoire de Chilbolton et le Centre de technologie astronomique du Royaume-Uni.